# Cistícola del desert
La cistícola del desert (Cisticola aridulus) és una espècie d'ocell passeriforme de la família Cisticolidae pròpia de l'Àfrica subsahariana.
Es troba distribuïda per les sabanes i zones de matolls semiàrides de l'Àfrica subsahariana encara que relativament absent de les zones centrals i costaneres occidentals del continent.